# Вілсолл (Монтана)
Вілсолл (англ. Wilsall) — переписна місцевість (CDP) в США, в окрузі Парк штату Монтана. Населення — 197 осіб (2020).

## Географія
Вілсолл розташований за координатами 45°59′0″ пн. ш. 110°39′35″ зх. д. / 45.98333° пн. ш. 110.65972° зх. д. (45.983433, -110.659763).  За даними Бюро перепису населення США в 2010 році переписна місцевість мала площу 2,62 км², уся площа — суходіл. В 2017 році площа становила 2,90 км², уся площа — суходіл.

## Демографія
Згідно з переписом 2010 року, у переписній місцевості мешкало 178 осіб у 90 домогосподарствах у складі 51 родини. Густота населення становила 68 осіб/км².  Було 106 помешкань (40/км²).
Расовий склад населення:
| - 99,4 % — білих - 0,6 % — корінних американців |

До двох чи більше рас належало 0,0 %. Частка іспаномовних становила 1,1 % від усіх жителів.
За віковим діапазоном населення розподілялося таким чином: 12,4 % — особи молодші 18 років, 63,4 % — особи у віці 18—64 років, 24,2 % — особи у віці 65 років та старші. Медіана віку мешканця становила 55,2 року. На 100 осіб жіночої статі у переписній місцевості припадало 91,4 чоловіків;  на 100 жінок у віці від 18 років та старших — 90,2 чоловіків також старших 18 років.
Середній дохід на одне домашнє господарство  становив 43 557 доларів США (медіана — 43 750), а середній дохід на одну сім'ю — 49 147 доларів (медіана — 49 375). За межею бідності перебувало 3,0 % осіб, у тому числі 0,0 % дітей у віці до 18 років та 14,6 % осіб у віці 65 років та старших.
Цивільне працевлаштоване населення становило 75 осіб. Основні галузі зайнятості: освіта, охорона здоров'я та соціальна допомога — 37,3 %, роздрібна торгівля — 34,7 %, науковці, спеціалісти, менеджери — 9,3 %, будівництво — 9,3 %.